# غالاهاد (ألبرتا)
غالاهاد (بالإنجليزية: Galahad, Alberta)‏ هي قرية تقع في كندا في ألبرتا. يقدر عدد سكانها بـ 119 نسمة ومساحتها 0.60 كم2 وترتفع عن سطح البحر 708 متر.